# 黄领牡丹鹦鹉
黄领牡丹鹦鹉又叫黄领黑（头）牡丹鹦鹉、（黑）伪装情侣鹦鹉、黄襟黑牡丹鹦哥、面罩爱情鸟，是一种小型的鹦鹉。原产于非洲，容易繁殖，现已作为宠物在世界各地饲养。

## 分布
野生黄领绿鹦鹉主要分布在坦桑尼亚中部北部及东部海岸，在肯尼亚南部、赞比亚西南部的卡夫国家公园内，津巴布韦西北方的维多利亚也分布。由于繁殖容易，它们很早就成为人类的宠物，现在世界各地的宠物商店都能见到它们的身影。

## 外形

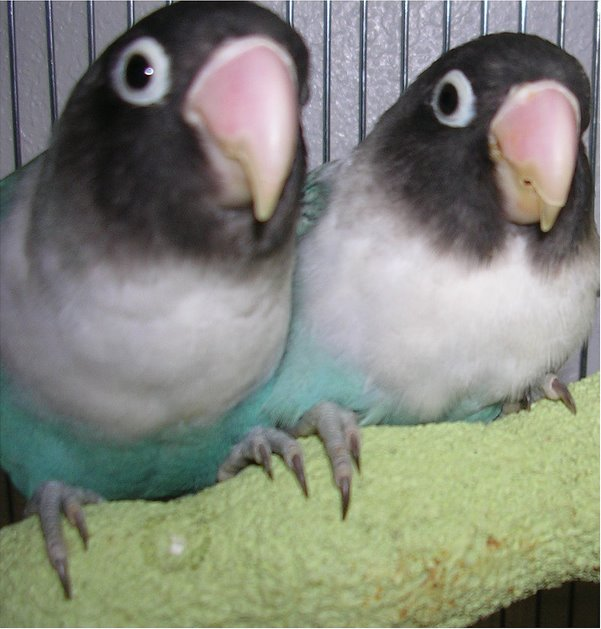
蓝色型的黄领牡丹鹦鹉

黄领牡丹鹦鹉颜色鲜艳，体长14厘米左右，体形胖乎乎如桃面牡丹鹦鹉，头较大，显得体态短小。野生的黄领牡丹鹦鹉头部为黑色，犹如戴上黑头罩，这也是它的英文名字（masked lovebird）的由来。它的颈部和胸部为黄色，背部、翅、尾和腿是绿色。跗跖很短，脚灰色较粗大。黄领牡丹鹦鹉的显著特征是白眼圈和红色的喙。人工培育的黄领绿鹦鹉身体的颜色出现变化，头、颈和胸变为橙红色（见右图），还或有一种蓝色型的品种在1927年出现，胸、颈为白色，背、翅、尾和腿为浅蓝色，喙也变为粉红色或黄色。黄领牡丹鹦鹉雌雄外形无差异，性别鉴别很困难。雏鸟孵出时身上被覆浅红色绒毛，幼鸟颜色较成鸟黯淡。它们的叫声锐利、多变。

## 习性
野生黄领牡丹鹦鹉多栖息在热带丛林及草原，在有水源的地区活动，平常多十几只一小群活动，有时也会一百只左右聚集。它们主要吃谷物种子，也吃果实和绿色蔬菜或草。黄领牡丹鹦鹉在繁殖季节会因为争夺领地或配偶发生爭鬥。它们的喙十分强壮，在爭鬥时是危险的武器。由于生长在热带，人工饲养时黄领牡丹鹦鹉对低温耐受差，容易受冻伤。

## 繁殖
在野外，黄领牡丹鹦鹉在树洞中营巢，巢材有树皮、枯草、树枝等，巢较大，接近球形。黄领牡丹鹦鹉多由雌鸟营巢，雌鸟会独自携带巢材活动，这是区分性别的一种有效的方法。野生的黄领牡丹鹦鹉除炎热的夏季，其他时间都可以繁殖。它们为单配制，雌雄会相伴终生。雌鸟一窝下4至8个蛋，孵化期23天，孵化后42天雏鸟羽毛长成。

## 保护
黄领牡丹鹦鹉的食物中有很大一部分是谷物，对当地人的农作物和果园有一定的破坏，常遭到当地人的驱赶，同时人为的捕捉贩卖也影响着它们的数量。另一方面栖息地的干旱化和农业开发也在使它们的栖息地不断减少。但因为此物种分布广泛，数量基数大，繁殖力强，以上不利因素目前并没有严重危及到它们的数量。由于人工饲养技术成熟，在世界各地都把黄领绿鹦鹉作为合法的贸易鸟类。